# 荒井奈緒美
荒井 奈緒美（あらい なおみ、1987年8月15日 - ）は、日本のファッションモデル。167センチメートル、82-58-80。東京都出身。かつてはレプロエンタテインメントに所属していた。現在はスタンフォードに所属

## 略歴
『Ranzuki〔ランズキ〕』誌上での活動を経て2007年から『JELLY〔ジェリー〕』の専属モデルへ。それから2012年の4月に至るまで5年間にわたって同誌の専属モデルを担った。『JJ』、『mina』、『MORE』、『mini』など登場誌は多種にのぼるほか、『渋谷ガールズコレクション』や『Girls Award〔ガールズアワード〕』などといったショーイベントへの出場も多数。
トリンドル玲奈、青山レイラ、ならびに福住夏希らとともに、トリンプ・インターナショナル・ジャパンの運営による下着店ブランド『AMO'S STYLE〔アモスタイル〕』の広告塔を務めるなどもしている。
2014年8月15日のブログにて結婚と妊娠したことを公表し、10月30日に第1子女児を出産。
2016年3月16日、第2子の妊娠を発表。

## 出演

### 雑誌
- 『JELLY』（ぶんか社、専属：2007年から2012年6月号まで）
- 『Gina』（ぶんか社） エリーローズ、大屋夏南、シャウラ、リブ、秋元梢、高橋真依子、林えみり、比嘉バービィ、星あやとともに2011年10月発売の創刊号に登場[9]
- 『With』（講談社）[10]
- 『mini』（宝島社）
- 『MORE』（集英社）
- 『mina』（主婦の友社）
- 『JJ』（光文社）
- 『GLAMOROUS』（講談社）
- 『美的』（小学館）

### ショー
- 渋谷ガールズコレクション：2007年秋冬[11]、2009年春夏[12]
- Girls Award：2010[13]、JAPAN 2010 AUTUMN／WINTER[3]、by CROOZ blog 2011 AUTUMN/WINTER[14]
- 渋谷コレクション[15]
- ASSE SPRING COLLECTION
- ZESTヘアーショー

### 広告
- 『Gimlet』[16]
- 『nissen』（カタログ）[16]
- 『Ravijour 女性ルームウエアー』（カタログ、2009年冬）[16]

### PV
- JAMOSA「BOND」
- Safarii「ウソツキ」
- S`capase feat.AZU

### ドラマ
- MTV「SHIBUHARA GiRLS」レギュラー出演
- テレビ朝日「エンゼルバンク」

### テレビ
- ニコニコ生放送「Check the VOX」レギュラー出演
- テレビ東京「ハケンOLは見た!」
- テレビ朝日「FUTURE TRACKS→R」
- RKB毎日放送「情熱モデル」
- テレビ東京「THE HILLS」
- テレビ朝日「東京上級デート」 ＃29 大井（2012年10月26日）

### 映画
- 仮面ライダー×仮面ライダー ウィザード&フォーゼ MOVIE大戦アルティメイタム（2012年12月8日、東映） - スポーツ雑誌記者 役

### 舞台
- FLYING TRIP 第4回公演「月下のオーケストラ」（2012年4月12日 - 16日、シアターグリーン）
- SHINOBU'S BRAIN IN THE SOUP BOMB「DRUG STORE」（2013年1月7日 - 14日、吉祥寺シアター）